# Канидром
Канидром (от лат. canis — собака и греч. δρόμος — бег), также кинодром (греч. ϰύων, род. п. ϰυνός — собака и δρόμος — бег) — специализированный комплекс для проведения собачьих бегов (по аналогии с ипподромом). В связи с успешной деятельностью защитников животных, законодательными запретами и уменьшением популярности собачьих бегов, число таких заведений во всём мире сокращается. Например, в США, по состоянию на июнь 2015 года, осталось лишь 21 такое заведение, известных в этой стране как dog tracks или dog racing tracks, а во всей Азии — лишь один, в Макао (Китай).

## Канидром в Макао
В настоящее время слово «канидром» чаще употребляется как имя собственное для комплекса, находящегося в Макао (Китай). Он содержится компанией Companhia de Corridas de Galgos Macau (Yat Yuen), S.A, которой также принадлежат 7 пунктов для принятия ставок (один на самом канидроме, и 6 в разных районах города).
Всего на канидроме содержится 730 собак. Комплекс имеет 400-метровую беговую дорожку для собак, две трибуны, несколько частных боксов и VIP-ложу.
Собачьи бега на канидроме Макао проводятся обычно по вечерам, с 18:00 до полуночи.
Впервые канидром был открыт в Макао в 1931 году, в подражание незадолго до того открывшегося канидрома в Шанхае
(построен в 1928 году, вмещал до 50 тысяч человек). Но интерес к собачьим бегам в Макао быстро спал, и канидром закрылся в 1938 году. В 1963 году новые хозяева отремонтировали и вновь открыли канидром в Макао; в 2013 году он отметил свой 50-летний юбилей.
Гончие собаки (английские борзые) для бегов в Макао поставляются в основном из Австралии, где собачьи бега и разведение собак для них имеют хорошо развитую традицию. Списанных собак, как правило, уничтожают; по данным за 2010 год, их было убито 383 штук. По этой причине в последние годы канидром в Макао сталкивается с критикой защитников животных.
При канидроме имеется ресторан.
Другой известный канидром ранее существовал в Шанхае. В 1949 году был закрыт коммунистами в рамках запрета азартных игр. Многие его сотрудники перебрались в Макао, и оборудование из Шанхая было использовано на канидроме в Макао. Привезённый из Шанхая мотор, тянущий механического зайца, за которым бегут собаки, работает и по сей день.